# 郭沫若历史学奖
郭沫若中国历史学奖，是以中华人民共和国历史学家郭沫若命名的历史学奖项，于1998年成立。郭沫若中国历史学奖由中国社会科学院批准由郭沫若基金会组织的评奖委员会所评选。该奖项的设立是为了鼓励中华人民共和国史学工作者继续致力于学术研究。是目前中华人民共和国历史学界的权威荣誉奖项。郭沫若历史学奖会被授予在中国历史研究领域（1949年以前），包括在通史、断代史等方面，有重大突破的中国大陆、香港、澳门、台湾或侨居海外的中国籍学者。每2—6年评选一次，截止2023年共颁发6届郭沫若中国历史学奖，分别于2000年、2002年、2007年、2012年、2018年、2023年公布。奖励经费来自于郭沫若基金会利息等收入。被誉为“中国史学界最高奖项”。

## 历届郭沫若中国历史学奖获奖者
| 届次   | 年度 | 奖项                  | 获奖者                                                                          | 著作                                                              |
| ------ | ---- | --------------------- | ------------------------------------------------------------------------------- | ----------------------------------------------------------------- |
| 第一届 | 2000 | 一等奖（1项）         | 罗尔纲                                                                          | 太平天国史                                                        |
| 第一届 | 2000 | 二等奖（5项）         | 吴汝康、吴新智、张森水                                                          | 中国远古人类                                                      |
| 第一届 | 2000 | 二等奖（5项）         | 严中平（主编）                                                                  | 中国近代经济史(1840-1894)                                         |
| 第一届 | 2000 | 二等奖（5项）         | 漆侠                                                                            | 宋代经济史                                                        |
| 第一届 | 2000 | 二等奖（5项）         | 杨向奎                                                                          | 宗周社会与礼乐文明                                                |
| 第一届 | 2000 | 二等奖（5项）         | 湖北省博物馆                                                                    | 曾侯乙墓                                                          |
| 第一届 | 2000 | 三等奖（12项）        | 张培瑜                                                                          | 三千五百年历日天象                                                |
| 第一届 | 2000 | 三等奖（12项）        | 葛剑雄                                                                          | 中国人口发展史                                                    |
| 第一届 | 2000 | 三等奖（12项）        | 曹婉如、 郑锡煌（编）                                                           | 中国古代地图 (战国至元)                                           |
| 第一届 | 2000 | 三等奖（12项）        | 江应梁（主编）、 林超民（副主编）                                               | 中国民族史                                                        |
| 第一届 | 2000 | 三等奖（12项）        | 许涤新、 吴承明（主编）                                                         | 中国资本主义发展史                                                |
| 第一届 | 2000 | 三等奖（12项）        | 田余庆                                                                          | 东晋门阀政治                                                      |
| 第一届 | 2000 | 三等奖（12项）        | 中国文物研究所、 新疆维吾尔自治区博物馆、 武汉大学历史系 唐长孺（主编）         | 吐鲁番出土文书                                                    |
| 第一届 | 2000 | 三等奖（12项）        | 中国社会科学院近代史研究所                                                      | 沙俄侵华史                                                        |
| 第一届 | 2000 | 三等奖（12项）        | 金冲及、 胡绳武                                                                 | 辛亥革命史稿                                                      |
| 第一届 | 2000 | 三等奖（12项）        | 杨国桢                                                                          | 明清土地契约文书研究                                              |
| 第一届 | 2000 | 三等奖（12项）        | 甘肃省文物考古研究所、 甘肃省博物馆、 中国文物研究所、 中国社会科学院历史研究所 | 居延新简                                                          |
| 第一届 | 2000 | 三等奖（12项）        | 王戎笙 等                                                                       | 清代全史                                                          |
| 第一届 | 2000 | 荣誉奖（7项）         | 谭其骧主编                                                                      | 中国历史地图集                                                    |
| 第一届 | 2000 | 荣誉奖（7项）         | 中共中央党史研究室、 胡绳                                                       | 中国共产党的七十年                                                |
| 第一届 | 2000 | 荣誉奖（7项）         | 范文澜、 蔡美彪等                                                               | 中国通史                                                          |
| 第一届 | 2000 | 荣誉奖（7项）         | 裴文中、 张森水                                                                 | 中国猿人石器研究                                                  |
| 第一届 | 2000 | 荣誉奖（7项）         | 侯外庐、邱汉生、 张岂之                                                         | 宋明理学史                                                        |
| 第一届 | 2000 | 荣誉奖（7项）         | 中国社会科学院考古研究所编                                                      | 殷周金文集成                                                      |
| 第一届 | 2000 | 荣誉奖（7项）         | 中国社会科学院考古研究所（编著）                                                | 新中国的考古发现和研究                                            |
| 第二届 | 2002 | 一等奖（1项）         | 汪敬虞                                                                          | 中国近代经济史（1895——1927）                                      |
| 第二届 | 2002 | 二等奖（6项）         | 文焕然 、文榕生                                                                 | 中国历史时期冬半年气候冷暖变迁                                    |
| 第二届 | 2002 | 二等奖（6项）         | 陈诗启                                                                          | 中国近代海关史 (晚清、民国部分)                                   |
| 第二届 | 2002 | 二等奖（6项）         | 林甘泉                                                                          | 中国经济通史 (秦汉经济卷)                                         |
| 第二届 | 2002 | 二等奖（6项）         | 方行、经君健、魏金玉                                                            | 中国经济通史 (清代经济卷)                                         |
| 第二届 | 2002 | 二等奖（6项）         | 史金波、雅森·吾守尔                                                             | 中国活字印刷术的发明和早期传播 — 西夏和回鹘活字印刷术研究         |
| 第二届 | 2002 | 二等奖（6项）         | 王世民、陈公柔、张长寿                                                          | 西周青铜器分期断代研究                                            |
| 第二届 | 2002 | 三等奖（14项）        | 刘明逵、唐玉良                                                                  | 中国工人运动史                                                    |
| 第二届 | 2002 | 三等奖（14项）        | 马大正                                                                          | 中国边疆经略史                                                    |
| 第二届 | 2002 | 三等奖（14项）        | 姜涛                                                                            | 中国近代人口史                                                    |
| 第二届 | 2002 | 三等奖（14项）        | 郭正忠、丁长清、唐仁粤                                                          | 中国盐业史（古代编、近代当代编、地方编)                           |
| 第二届 | 2002 | 三等奖（14项）        | 中国社会科学院考古研究所                                                        | 六顶山与渤海镇 — 唐代渤海国的贵族墓地与都城遗址                   |
| 第二届 | 2002 | 三等奖（14项）        | 河南省文物考古研究所                                                            | 北宋皇陵                                                          |
| 第二届 | 2002 | 三等奖（14项）        | 王宇信、杨升南                                                                  | 甲骨学一百年                                                      |
| 第二届 | 2002 | 三等奖（14项）        | 中国社会科学院考古研究所                                                        | 汉杜陵陵园遗址                                                    |
| 第二届 | 2002 | 三等奖（14项）        | 李伯重                                                                          | 江南的早期工业化 (1550 —1850 年)                                  |
| 第二届 | 2002 | 三等奖（14项）        | 韦庆远                                                                          | 张居正和明代中后期政局                                            |
| 第二届 | 2002 | 三等奖（14项）        | 王子今                                                                          | 秦汉区域文化研究                                                  |
| 第二届 | 2002 | 三等奖（14项）        | 张泽咸                                                                          | 唐代工商业                                                        |
| 第二届 | 2002 | 三等奖（14项）        | 李锦绣                                                                          | 唐代财政史稿 (上卷)                                               |
| 第二届 | 2002 | 三等奖（14项）        | 郝春文                                                                          | 唐后期五代宋初敦煌僧尼的社会生活                                  |
| 第三届 | 2007 | 一等奖（1项）         | 中国社会科学院考古研究所（编）                                                  | 中国考古学 (夏商、两周卷)                                         |
| 第三届 | 2007 | 二等奖（3项）         | 虞和平（主编）                                                                  | 中国现代化历程 (1 —3 卷)                                          |
| 第三届 | 2007 | 二等奖（3项）         | 席泽宗（主编）                                                                  | 中国科学技术史 (科学思想卷)                                       |
| 第三届 | 2007 | 二等奖（3项）         | 樊克政                                                                          | 龚自珍年谱考略                                                    |
| 第三届 | 2007 | 三等奖（9项）         | 张铠                                                                            | 中国与西班牙关系史                                                |
| 第三届 | 2007 | 三等奖（9项）         | 史为乐 （主编）邓自欣、朱玲玲 （副主编）                                        | 中国历史地名大辞典 (上、下)                                       |
| 第三届 | 2007 | 三等奖（9项）         | 李文治、江太新                                                                  | 中国地主制经济论——封建土地关系发展与变化                          |
| 第三届 | 2007 | 三等奖（9项）         | 周魁一                                                                          | 中国科学技术史 (水利卷)                                           |
| 第三届 | 2007 | 三等奖（9项）         | 方慧                                                                            | 云南法制史                                                        |
| 第三届 | 2007 | 三等奖（9项）         | 西安市文物保护考古所、郑州大学考古专业 程林泉、韩国河、张翔宇 （编著）          | 长安汉墓 (上、下册)                                               |
| 第三届 | 2007 | 三等奖（9项）         | 茅海建                                                                          | 戊戌变法史事考                                                    |
| 第三届 | 2007 | 三等奖（9项）         | 李细珠                                                                          | 张之洞与清末新政研究                                              |
| 第三届 | 2007 | 三等奖（9项）         | 吴汝康、李星学（主编） 吴新智、穆西南（副主编）                                 | 南京直立人                                                        |
| 第三届 | 2007 | 提名奖（14项）        | 冷鹏飞                                                                          | 中国古代社会商品经济形态研究                                      |
| 第三届 | 2007 | 提名奖（14项）        | 吴慧（主编）                                                                    | 中国商业通史 (1 —3 卷)                                            |
| 第三届 | 2007 | 提名奖（14项）        | 田淼                                                                            | 中国数学的西化历程                                                |
| 第三届 | 2007 | 提名奖（14项）        | 晁福林                                                                          | 先秦社会形态研究                                                  |
| 第三届 | 2007 | 提名奖（14项）        | 桑兵                                                                            | 庚子勤王与晚清政局                                                |
| 第三届 | 2007 | 提名奖（14项）        | 张英聘                                                                          | 明代南直隶方志研究                                                |
| 第三届 | 2007 | 提名奖（14项）        | 樊明方                                                                          | 唐努乌梁海历史研究                                                |
| 第三届 | 2007 | 提名奖（14项）        | 陈昭容                                                                          | 秦系文字研究——从汉字史的角度考察                                  |
| 第三届 | 2007 | 提名奖（14项）        | 梁景之                                                                          | 清代民间宗教与乡土社会                                            |
| 第三届 | 2007 | 提名奖（14项）        | 郭松义、定宜庄                                                                  | 清代民间婚书研究                                                  |
| 第三届 | 2007 | 提名奖（14项）        | 倪玉平                                                                          | 清代漕粮海运与社会变迁                                            |
| 第三届 | 2007 | 提名奖（14项）        | 邸永君                                                                          | 清代翰林院制度                                                    |
| 第三届 | 2007 | 提名奖（14项）        | 闻黎明                                                                          | 第三种力量与抗战时期的中国政治                                    |
| 第三届 | 2007 | 提名奖（14项）        | 邓野                                                                            | 联合政府与一党训政——1944-1946年间国共政争                         |
| 第四届 | 2012 | 一等奖（1项）         | 郭书春（主编）                                                                  | 中国科学技术史·数学卷                                             |
| 第四届 | 2012 | 二等奖（3项）         | 张秀民（著），韩琦（增订）                                                      | 中国印刷史 (插图珍藏增订版) (上、下)                              |
| 第四届 | 2012 | 二等奖（3项）         | 中国社会科学院考古研究所（编著）                                                | 中国考古学·秦汉卷                                                 |
| 第四届 | 2012 | 二等奖（3项）         | 刘克祥、吴太昌（主编）                                                          | 中国近代经济史 (1927—1937) (上、中、下)                           |
| 第四届 | 2012 | 三等奖（7项）         | 中国社会科学院考古研究所（编著）                                                | 中国考古学·新石器时代卷                                           |
| 第四届 | 2012 | 三等奖（7项）         | 李伯重                                                                          | 中国的早期近代经济———1820 年代华亭—娄县地区GDP 研究               |
| 第四届 | 2012 | 三等奖（7项）         | 陈高华、张帆、刘晓                                                              | 元代文化史                                                        |
| 第四届 | 2012 | 三等奖（7项）         | 天一阁博物馆、中国社会科学院，历史研究所天圣令整理课题组（校证）                | 天一阁藏明钞本天圣令校证 (附唐令复原研究) (上、下)                |
| 第四届 | 2012 | 三等奖（7项）         | 杨振红                                                                          | 出土简牍与秦汉社会                                                |
| 第四届 | 2012 | 三等奖（7项）         | 史金波                                                                          | 西夏社会 (上、下)                                                 |
| 第四届 | 2012 | 三等奖（7项）         | 刘迎胜                                                                          | 察合台汗国史研究                                                  |
| 第四届 | 2012 | 提名奖（21项）        | 刘庆柱（主编）                                                                  | 中国考古发现与研究 (1949—2009)                                    |
| 第四届 | 2012 | 提名奖（21项）        | 吕一燃 （主编）                                                                 | 中国近代边界史 (上、下)                                           |
| 第四届 | 2012 | 提名奖（21项）        | 陈祖武                                                                          | 中国学案史                                                        |
| 第四届 | 2012 | 提名奖（21项）        | 茅海建                                                                          | 从甲午到戊戌: 康有为 《我史》 鉴注                                |
| 第四届 | 2012 | 提名奖（21项）        | 夏春涛                                                                          | 天国的陨落———太平天国宗教再研究                                   |
| 第四届 | 2012 | 提名奖（21项）        | 陈支平                                                                          | 民间文书与明清东南族商研究                                        |
| 第四届 | 2012 | 提名奖（21项）        | 中国社会科学院考古研究所（编著）                                                | 汉魏洛阳故城南郊礼制建筑遗址 ( 1962—1992年考古发掘报告)           |
| 第四届 | 2012 | 提名奖（21项）        | 陈振中                                                                          | 先秦手工业史                                                      |
| 第四届 | 2012 | 提名奖（21项）        | 金以林                                                                          | 国民党高层的派系政治———蒋介石“最高领袖”地位是如何确立的           |
| 第四届 | 2012 | 提名奖（21项）        | 雷闻                                                                            | 郊庙之外———隋唐国家祭祀与宗教                                     |
| 第四届 | 2012 | 提名奖（21项）        | 孙继民                                                                          | 俄藏黑水城所出 《宋西北边境军政文书》整理与研究                   |
| 第四届 | 2012 | 提名奖（21项）        | 杨海英                                                                          | 洪承畴与明清易代研究                                              |
| 第四届 | 2012 | 提名奖（21项）        | 黄天树                                                                          | 殷墟王卜辞的分类与断代                                            |
| 第四届 | 2012 | 提名奖（21项）        | 赵鹏                                                                            | 殷墟甲骨文人名与断代的初步研究                                    |
| 第四届 | 2012 | 提名奖（21项）        | 岳洪彬                                                                          | 殷墟青铜礼器研究                                                  |
| 第四届 | 2012 | 提名奖（21项）        | 杜金鹏                                                                          | 殷墟宫殿区建筑基址研究                                            |
| 第四届 | 2012 | 提名奖（21项）        | 梁涛                                                                            | 郭店竹简与思孟学派                                                |
| 第四届 | 2012 | 提名奖（21项）        | 王恩田（编著）                                                                  | 陶文图录 ( 1—6 册)及陶文字典                                      |
| 第四届 | 2012 | 提名奖（21项）        | 刘小萌                                                                          | 清代北京旗人社会                                                  |
| 第四届 | 2012 | 提名奖（21项）        | 张弓（主编）                                                                    | 敦煌典籍与唐五代历史文化 (上、下)                                 |
| 第四届 | 2012 | 提名奖（21项）        | 钟柏生、陈昭荣、黄铭崇、袁国华                                                  | 新收殷周青铜器铭文暨器影汇编 (一、二、附录)                       |
| 第五届 | 2018 | 一等奖（1项）         | 李学勤（主编）                                                                  | 清华大学藏战国竹简（壹-柒）                                       |
| 第五届 | 2018 | 二等奖（6项）         | 邹逸麟 张修桂（主编）                                                           | 中国历史自然地理                                                  |
| 第五届 | 2018 | 二等奖（6项）         | 裘锡圭（主编）                                                                  | 长沙马王堆汉墓简帛集成                                            |
| 第五届 | 2018 | 二等奖（6项）         | 史金波                                                                          | 西夏经济文书研究                                                  |
| 第五届 | 2018 | 二等奖（6项）         | 杨建华 等                                                                       | 欧亚草原东部的金属之路：丝绸之路与匈奴联盟的孕育过程              |
| 第五届 | 2018 | 二等奖（6项）         | 万明 徐英凯                                                                     | 明代《万历会计录》整理与研究                                      |
| 第五届 | 2018 | 二等奖（6项）         | 黄兴涛                                                                          | 重塑中华：近代中国“中华民族”观念研究                              |
| 第五届 | 2018 | 三等奖（12项）        | 张政烺（主编）                                                                  | 中国古代历史图谱（12卷17册）                                      |
| 第五届 | 2018 | 三等奖（12项）        | 刘毅                                                                            | 中国古代物质文化史·陵墓                                           |
| 第五届 | 2018 | 三等奖（12项）        | 张希清                                                                          | 中国科举制度通史                                                  |
| 第五届 | 2018 | 三等奖（12项）        | 李凭                                                                            | 北魏平城时代（第三版）                                            |
| 第五届 | 2018 | 三等奖（12项）        | 李细珠                                                                          | 地方督抚与清末新政——晚清权力格局再研究                            |
| 第五届 | 2018 | 三等奖（12项）        | 赵现海                                                                          | 明代九边长城军镇史 ——中国边疆假说视野下的长城制度史研究           |
| 第五届 | 2018 | 三等奖（12项）        | 阿风                                                                            | 明清徽州诉讼文书研究                                              |
| 第五届 | 2018 | 三等奖（12项）        | 张生                                                                            | 钓鱼岛问题文献集                                                  |
| 第五届 | 2018 | 三等奖（12项）        | 王子今                                                                          | 秦汉称谓研究                                                      |
| 第五届 | 2018 | 三等奖（12项）        | 赵平安                                                                          | 秦西汉印章研究                                                    |
| 第五届 | 2018 | 三等奖（12项）        | 孙亚冰                                                                          | 殷墟花园庄东地甲骨文例研究                                        |
| 第五届 | 2018 | 三等奖（12项）        | 严志斌                                                                          | 商代青铜器铭文研究                                                |
| 第五届 | 2018 | 提名奖（23项）        | 成一农                                                                          | “非科学”的中国传统舆图——中国传统舆图绘制研究                      |
| 第五届 | 2018 | 提名奖（23项）        | 闫化川                                                                          | 马克思主义是怎样生根中国的——马克思主义在山东早期传播研究          |
| 第五届 | 2018 | 提名奖（23项）        | 王震中                                                                          | 中国古代国家的起源与王权的形成                                    |
| 第五届 | 2018 | 提名奖（23项）        | 路新生                                                                          | 中国近三百年疑古思潮史纲                                          |
| 第五届 | 2018 | 提名奖（23项）        | 蓝勇（主编）                                                                    | 长江三峡历史地图集                                                |
| 第五届 | 2018 | 提名奖（23项）        | 黄开国                                                                          | 公羊学发展史                                                      |
| 第五届 | 2018 | 提名奖（23项）        | 田澍                                                                            | 正德十六年——“大礼议”与嘉隆万改革                                  |
| 第五届 | 2018 | 提名奖（23项）        | 吴丽娱（主编）                                                                  | 礼与中国古代社会（四卷本）                                        |
| 第五届 | 2018 | 提名奖（23项）        | 陈爽                                                                            | 出土墓志所见中古谱牒研究                                          |
| 第五届 | 2018 | 提名奖（23项）        | 林鹄                                                                            | 辽史百官志考订                                                    |
| 第五届 | 2018 | 提名奖（23项）        | 韩建业                                                                          | 早期中国——中国文化圈的形成和发展                                  |
| 第五届 | 2018 | 提名奖（23项）        | 范学辉                                                                          | 宋代三衙管军制度研究                                              |
| 第五届 | 2018 | 提名奖（23项）        | 张世明                                                                          | 法律、资源与时空建构：1644-1945 年的中国（五卷本）                |
| 第五届 | 2018 | 提名奖（23项）        | 解扬                                                                            | 政治与事君：吕坤《实政录》及其经世思想研究                        |
| 第五届 | 2018 | 提名奖（23项）        | 孙闻博                                                                          | 秦汉军制演变史稿                                                  |
| 第五届 | 2018 | 提名奖（23项）        | 周棉 等                                                                         | 留学生群体与民国的社会发展                                        |
| 第五届 | 2018 | 提名奖（23项）        | 陈玺                                                                            | 唐代刑事诉讼惯例研究                                              |
| 第五届 | 2018 | 提名奖（23项）        | 孙靖国                                                                          | 桑干河流域历史城市地理研究                                        |
| 第五届 | 2018 | 提名奖（23项）        | 晋文                                                                            | 桑弘羊评传                                                        |
| 第五届 | 2018 | 提名奖（23项）        | 周智生                                                                          | 晚清民国时期滇藏川毗连地区的治理开发                              |
| 第五届 | 2018 | 提名奖（23项）        | 江太新                                                                          | 清代地权分配研究                                                  |
| 第五届 | 2018 | 提名奖（23项）        | 陈斯鹏                                                                          | 楚系简帛中字形与音义关系研究                                      |
| 第五届 | 2018 | 提名奖（23项）        | 贾兵强                                                                          | 楚国农业科技与社会发展研究                                        |
| 第六届 | 2023 | 一等奖（3项）         | 陈高华、张国旺                                                                  | 元代灾荒史                                                        |
| 第六届 | 2023 | 一等奖（3项）         | 步平、王建朗主编                                                                | 中国抗日战争史 (全八卷)                                           |
| 第六届 | 2023 | 一等奖（3项）         | 本书编写组                                                                      | 中华人民共和国简史                                                |
| 第六届 | 2023 | 二等奖（6项）         | 中国社会科学院考古研究所编著                                                    | 安阳孝民屯 (三): 殷商遗存·铸铜遗物                                |
| 第六届 | 2023 | 二等奖（6项）         | 中国社会科学院考古研究所编著                                                    | 汉长安城未央宫骨签 (全九十册 )                                    |
| 第六届 | 2023 | 二等奖（6项）         | 张生主编                                                                        | 李顿调查团档案文献集 (共 19 册)                                   |
| 第六届 | 2023 | 二等奖（6项）         | 徐蓝、耿志                                                                      | 英美军事战略同盟关系的形成与发展(1919-1945)                       |
| 第六届 | 2023 | 二等奖（6项）         | 瞿林东主编                                                                      | 中国古代史学批评史 (七卷本)                                       |
| 第六届 | 2023 | 二等奖（6项）         | 刘克祥主编                                                                      | 中国近代经济史 (1937-1949) (上、中、下册)                         |
| 第六届 | 2023 | 三等奖（10项）        | 苗润博                                                                          | 《辽史》探源                                                      |
| 第六届 | 2023 | 三等奖（10项）        | 吕厚量                                                                          | 古希腊史学中帝国形象的演变研究                                    |
| 第六届 | 2023 | 三等奖（10项）        | 彭南生                                                                          | 街区里的商人社会:上海马路商界联合会(1919-1929)                    |
| 第六届 | 2023 | 三等奖（10项）        | 李斌                                                                            | 流言与真相: 革命视野中的郭沫若                                    |
| 第六届 | 2023 | 三等奖（10项）        | 左玉河主编                                                                      | 民国社会生活史                                                    |
| 第六届 | 2023 | 三等奖（10项）        | 朱昌荣                                                                          | 清初程朱理学研究                                                  |
| 第六届 | 2023 | 三等奖（10项）        | 蔡昉主编                                                                        | 新中国经济建设 70 年                                              |
| 第六届 | 2023 | 三等奖（10项）        | 闫坤主编                                                                        | 中国共产党百年财政史: 思想与实践                                  |
| 第六届 | 2023 | 三等奖（10项）        | 马新                                                                            | 中国古代村落形态研究                                              |
| 第六届 | 2023 | 三等奖（10项）        | 张懋镕主编                                                                      | 中国古代青铜器整理与研究 (1-19 卷)                                |
| 第六届 | 2023 | 提名奖（20项）        | 张巨成                                                                          | 艾思奇推进马克思主义大众化的历程与经验研究                        |
| 第六届 | 2023 | 提名奖（20项）        | 贾连翔                                                                          | 出土数字卦文献辑释                                                |
| 第六届 | 2023 | 提名奖（20项）        | 刘钊主编                                                                        | 传承中华基因: 甲骨文发现一百二十年来甲骨学论文精选及提要 (全四册) |
| 第六届 | 2023 | 提名奖（20项）        | 赵庆云                                                                          | 创榛辟莽一一近代史研究所与史学发展                                |
| 第六届 | 2023 | 提名奖（20项）        | 邴正主编                                                                        | 东北古代方国属国史（多卷本）                                      |
| 第六届 | 2023 | 提名奖（20项）        | 张博泉、程妮娜主持校注                                                          | 今注本二十四史·金史                                               |
| 第六届 | 2023 | 提名奖（20项）        | 吴敏超                                                                          | 抗战变局中的华东                                                  |
| 第六届 | 2023 | 提名奖（20项）        | 刘丽                                                                            | 两周时期诸侯国婚姻关系研究                                        |
| 第六届 | 2023 | 提名奖（20项）        | 刘毅                                                                            | 明代藩王陵墓的考古学研究                                          |
| 第六届 | 2023 | 提名奖（20项）        | 王连龙编撰                                                                      | 南北朝墓志集成                                                    |
| 第六届 | 2023 | 提名奖（20项）        | 沈刚                                                                            | 秦简所见地方行政制度研究                                          |
| 第六届 | 2023 | 提名奖（20项）        | 黄楼                                                                            | 神策军与中晚唐宦官政治 (全二册)                                   |
| 第六届 | 2023 | 提名奖（20项）        | 宋永成                                                                          | 苏联犹太人研究 (1941-1953)——以犹太人反法西斯委员会为中心          |
| 第六届 | 2023 | 提名奖（20项）        | 徐涛                                                                            | 万国商团:一部全球视野下的上海史                                   |
| 第六届 | 2023 | 提名奖（20项）        | 杜继东主编                                                                      | 新西兰华侨华人史 (全 3 卷)                                        |
| 第六届 | 2023 | 提名奖（20项）        | 宋丽萍                                                                          | 印度人民党的崛起与执政                                            |
| 第六届 | 2023 | 提名奖（20项）        | 杜立晖                                                                          | 元代地方行政运作研究: 以黑水城文献为中心                          |
| 第六届 | 2023 | 提名奖（20项）        | 黄兴                                                                            | 指南新证一一中国古代指南针技术实证研究                            |
| 第六届 | 2023 | 提名奖（20项）        | 张久和、刘国祥主编                                                              | 中国古代北方民族史(十卷本)                                        |
| 第六届 | 2023 | 提名奖（20项）        | 张天虹                                                                          | 中晚唐五代的河朔藩镇与社会流动                                    |
| 第六届 | 2023 | 优秀普及读物奖（3项） | 刘庆柱                                                                          | 不断裂的文明史: 对中国国家认同的五千年考古学解读                  |
| 第六届 | 2023 | 优秀普及读物奖（3项） | 陈绍棣主编                                                                      | 地图上的《史记》(全六卷)                                          |
| 第六届 | 2023 | 优秀普及读物奖（3项） | 熊月之                                                                          | 光明的摇篮                                                        |